# حفاری آکر
حفاری آکر (انگلیسی: Aker Drilling) شرکت حفاری نروژی است، که در سال ۲۰۰۵ تأسیس شد.